# Miconia ulmarioides
Miconia ulmarioides är en tvåhjärtbladig växtart som beskrevs av Charles Victor Naudin. Miconia ulmarioides ingår i släktet Miconia och familjen Melastomataceae. Inga underarter finns listade i Catalogue of Life.